# Czukarowo
Czukarowo (bułg. Чукарово) – wieś w południowej Bułgarii, w obwodzie Chaskowo, w gminie Topołowgrad.
W miejscowości znajduje się jaskinia Kapa Koliowi dupki o długości 33 metrów.